# Cato (cognomen)
Cato  è un cognomen romano. Deriva dal latino catus che significa sagace, astuto.
In epoca repubblicana era diffuso fra le gens degli Hostilii, Valerii e soprattutto Porcii.
Alcuni personaggi noti con questo cognomen sono:
- Gens Porcia
  - Marco Porcio Catone, detto Catone il Vecchio, console nel 195 a.C. e censore nel 184 a.C.;
  - Marco Porcio Catone Uticense, detto Catone il Giovane, nipote di Marco Porcio Catone Saloniano, e quindi pronipote di Catone il Vecchio, pretore nel 54 a.C. e senatore;

- Gens Hostilia
  - Aulo Ostilio Catone, pretore nel 207 a.C.
  - Lucio Ostilio Catone, legato di Lucio Cornelio Scipione Asiatico nel 190.

- Gens Valeria
  - Publio Valerio Catone, erudito, poeta I secolo a.C.